# Raimundo Gomes
Raimundo Gomes foi um importante líder da Balaiada. Foi um vaqueiro que administrava a fazenda do Padre Inácio Mendes (bentevi), passava pela vila do Manga levando uma boiada para ser vendida em outra localidade. O subprefeito da vila, José Egito, cabano e adversário político de Padre Mendes, baixa uma ordem para o recrutamento de alguns homens que acompanhavam Gomes e também para a prisão do irmão do vaqueiro. Reagindo, Raimundo Gomes assalta a cadeia e foge para Chapadinha. Irrompidas as agitações populares concentradas, num primeiro momento, na coluna de Raimundo Gomes, o aparecimento de manifestações em outras regiões passa a ser frequente. Delas tentará se aproveitar o partido "bem-te-vi". Entretanto, "o movimento, ampliando-se, seja no raio de ação geográfica, seja no quantitativo dos que a ele vieram trazer a sua participação, "não possuía as características simplistas de mais um pronunciamento de políticos desejosos de poder".
"Em janeiro de 1839, o movimento já se estendia até o Piauí, para onde seguiu Raimundo Gomes Vieira Jatahy, principal líder da Balaiada, a fim de entrar em contato com Lívio Lopes Castello Branco e Silva, um liberal de Campo Maior" [Santos, 1983, p. 79]. No transcorrer do primeiro semestre de 1839, o movimento rebelde alcançou proporções gigantescas, culminando com a tomada de Caxias em 1º de julho daquele ano. A cidade, na época, era o maior centro comercial do sertão maranhense. Os balaios ampliaram suas ações por toda a região oriental da província, ramificando-se pela margem piauiense do rio Parnaíba. Aparentemente, o pretexto de Lívio Lopes para ir a Caxias era retirar uma irmã e duas cunhadas da zona de conflito. Ao chegar lá, em 30 de maio de 1839, encontrou a cidade sitiada. Surpreso, julga conveniente "aderir" aos balaios, juntando-se a Raimundo Gomes Vieira Jatahy.